# 20 oktober
20 oktober is de 293ste dag van het jaar (294ste dag in een schrikkeljaar) in de gregoriaanse kalender. Hierna volgen nog 72 dagen tot het einde van het jaar.

## Gebeurtenissen
- Algemeen
  - 1910 - De RMS Olympic wordt te water gelaten in Belfast, Ierland.[1]
  - 1954 - Hoofdcommissaris H.A.J.G. Kaasjager van Amsterdam lanceert het plan een flink deel van de grachten te dempen om van het parkeerprobleem af te komen.
  - 1973 - Koningin Elizabeth II opent het Sydney Opera House.[1]
  - 1996 - Witte Mars in Brussel na de arrestatie van Marc Dutroux.[1]
  - 2021 - De Sacharovprijs wordt door het Europees Parlement toegekend aan Aleksej Navalny als erkenning voor zijn "immense persoonlijke moed".[2]
  - 2021 - De Marokkaanse regering verbiedt tot nader order alle vliegtuigvluchten vanuit Nederland, Duitsland en het Verenigd Koninkrijk vanwege de toenemende COVID-19-besmettingen, waarbij de nieuwe mutant AY.4.2 (of "delta-plus") een belangrijke rol speelt.[3] Enkele repatriëringsvluchten om gestrande reizigers naar Nederland te brengen worden nog wel toegestaan.[4]
  - 2021 - De veiligheidsregio Groningen bestempelt de opgelopen toestroom van asielzoekers in asielzoekerscentrum in Ter Apel als ernstige crisis.[5] (Lees verder)
  - 2023 - De Amerikaanse militair die op 18 juli 2023 tijdens een excursie zonder toestemming de grens overstak met Noord-Korea wordt onder meer aangeklaagd voor desertie en het bezit van kinderporno. Verder zou hij volgens de Amerikaanse legerleiding eerder ook al regels hebben overtreden.[6]
- Economie
  - 2021 - Cryptomunt Bitcoin bereikt de hoogste waarde tot nu toe: 66.000 dollar (56.744 euro).[7]
- Oorlog
  - 1827 - Slag van Navarino tijdens de Griekse Onafhankelijkheidsoorlog.[1]
  - 1952 - De Britten roepen in Kenia noodtoestand uit. De Mau Mau-opstand begint.
  - 2011 - In Libië wordt Sirte ingenomen, Moammar al-Qadhafi komt tijdens deze inname om het leven. De Nationale Overgangsraad heeft nu de macht over geheel Libië.
- Politiek
  - 38 - Na hevige onlusten in Alexandrië ontheft keizer Caligula de prefect van Egypte, Aulus Avillius Flaccus, uit zijn ambt.[1]
  - 1921 - Frankrijk en Turkse revolutionairen sluiten het Verdrag van Ankara.[1]
  - 1947 - De Commissie voor on-Amerikaanse activiteiten (House Committee on Un-American Activities) begint met haar activiteiten.
  - 1966 - In België wordt de parlementaire commissie tot verbetering van de betrekkingen tussen de taalgemeenschappen geïnstalleerd.
  - 1971 - Oeganda beschuldigt Tanzania ervan bij een mortierbeschieting over de grens 22 burgers te hebben gedood en zes soldaten te hebben gewond.
  - 1995 - Willy Claes treedt af als Navo-secretaris-generaal als gevolg van de Agusta-smeergeld-affaire.
  - 2022 - Liz Truss treedt na 45 dagen officieel af als premier van het Verenigd Koninkrijk na aanhoudende kritiek op haar beleid, maar ze blijft totdat er een opvolger is. Truss is de kortst zittende premier die het Verenigd Koninkrijk tot nu toe heeft gehad.[8]

- Religie
  - 1622 - Verheffing van het Bisdom Parijs in Frankrijk (opgericht in de derde eeuw) tot Aartsbisdom Parijs.
  - 1800 - Paus Pius VII creëert één nieuwe kardinaal, de Spaanse aartsbisschop van Sevilla Luis Maria de Borbón y Vallabriga (23), zoon van kardinaal-infant Luis Antonio Jaime de Borbón, op zijn beurt zoon van koning Filips V van Spanje.
- Sport
  - 1905 - Oprichting van de Turkse voetbalclub Galatasaray SK.[1]
  - 1919 - Oprichting van de Roemeense voetbalclub Ceahlăul Piatra Neamț.
  - 1941 - Oprichting van de Boliviaanse voetbalclub Club Bamin Real Potosí.
  - 1982 - In het Olympisch Stadion Loezjniki vindt een ramp plaats tijdens de voetbalwedstrijd Spartak Moskou-HFC Haarlem. Als in de slotfase een goal wordt gescoord komen ten minste 66 toeschouwers, maar waarschijnlijk veel meer, om in het gedrang.
  - 1985 - In het vijftiende seizoen van het bestaan behaalt FC Utrecht de eerste overwinning op AFC Ajax. In Stadion Galgenwaard wordt het 1-0 door een doelpunt van John van Loen.
  - 1992 - Het Argentijns voetbalelftal wint de eerste editie van de Confederations Cup door in de finale gastland Saoedi-Arabië met 3-1 te verslaan.
  - 2003 - De Belgische Justine Henin lost haar landgenote Kim Clijsters na tien weken af als nummer één op de wereldranglijst der tennisprofessionals; zij moet die positie echter al na één week weer afstaan aan diezelfde Clijsters.
  - 2021 - Bij de Wereldkampioenschappen baanwielrennen in het Franse Roubaix pakt Maike van der Duin het zilver op het onderdeel scratch.[9]
  - 2021 - De Nederlandse mannen veroveren bij de Wereldkampioenschappen baanwielrennen in het Franse Roubaix op het onderdeel teamsprint voor de vierde achtereenvolgende keer de wereldtitel.[10]
  - 2023 - Zwemster Tes Schouten scherpt bij wereldbekerwedstrijden in Boedapest het Nederlands record op de 200 m schoolslag aan tot 2.21,52, waarmee ze ook de wedstrijd wint.[11]
  - 2024 - Baanwielrenner Harrie Lavreysen wordt voor de zesde achtereenvolgende maal wereldkampioen sprint. Op het WK in Ballerup verslaat hij in de finale Jeffrey Hoogland in twee heats.
- Wetenschap en technologie
  - 1840 - Het gipsverband wordt uitgevonden door de Belgische chirurg Louis Seutin.[1]
  - 1880 - De Vrije Universiteit Amsterdam wordt opgericht.
  - 1970 - De Sovjet-Unie lanceert het Zond 8 ruimtevaartuig voor een missie naar de Maan. Het is de laatste missie in het Zondprogramma.[12]
  - 1983 - Herdefinitie van de meter; de nieuwe definitie is "de afstand die licht door een vacuüm aflegt in {\displaystyle {\frac {1}{299_{\text{ }}792_{\text{ }}458}}} seconde".
  - 2018 - De ruimtesonde BepiColombo wordt gelanceerd vanaf de Europese ruimtebasis Kourou in Frans-Guyana. BepiColombo gaat onderzoek doen naar de planeet Mercurius.[13]
  - 2021 - Het Amerikaanse technologiebedrijf Facebook krijgt van de Britse toezichthouder Competition and Markets Authority (CMA) een boete van, omgerekend, 59 miljoen euro vanwege onvoldoende medewerking aan een onderzoek naar de overname van het bedrijf Giphy door Facebook.[14]
  - 2022 - Lancering van een Falcon 9-raket van SpaceX vanaf Kennedy Space Center Lanceercomplex 40 voor de Starlink Group 4-36 missie met 54 Starlink-satellieten. Het is de honderdste lancering die SpaceX vanaf dit lanceercomplex uitvoert.[15][16]

## Geboren

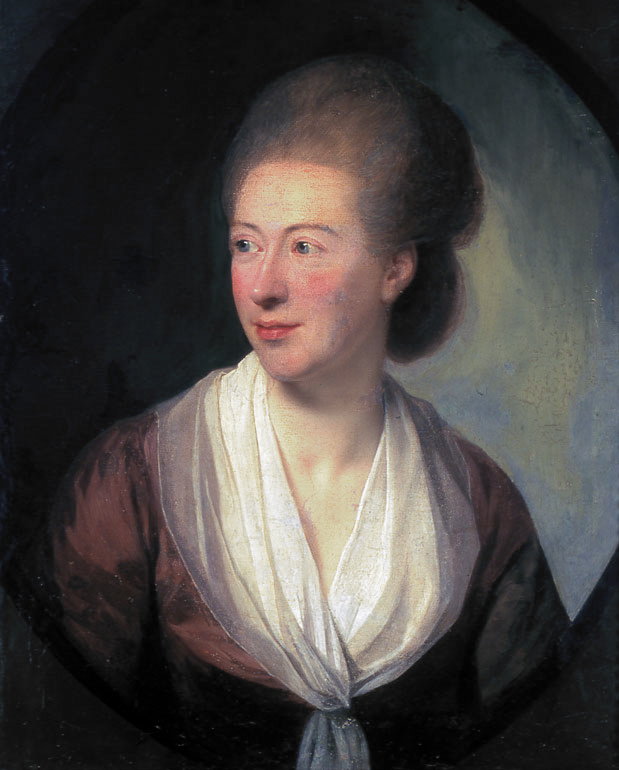
Belle van Zuylen,
geboren in 1740

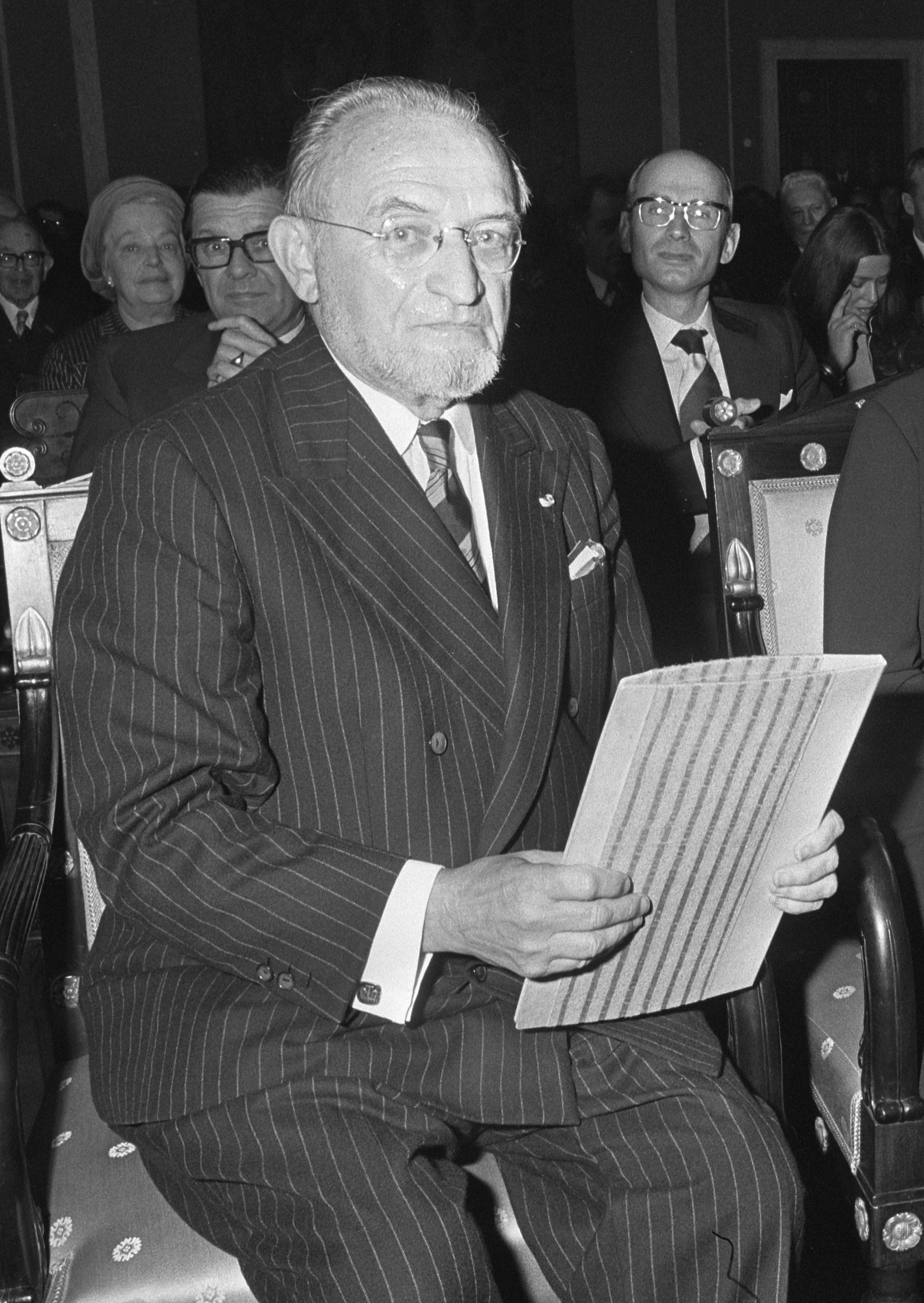
Marnix Gijsen,
geboren in 1899

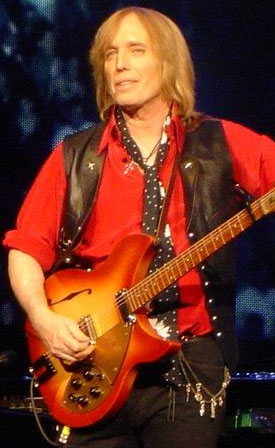
Tom Petty,
geboren in 1950

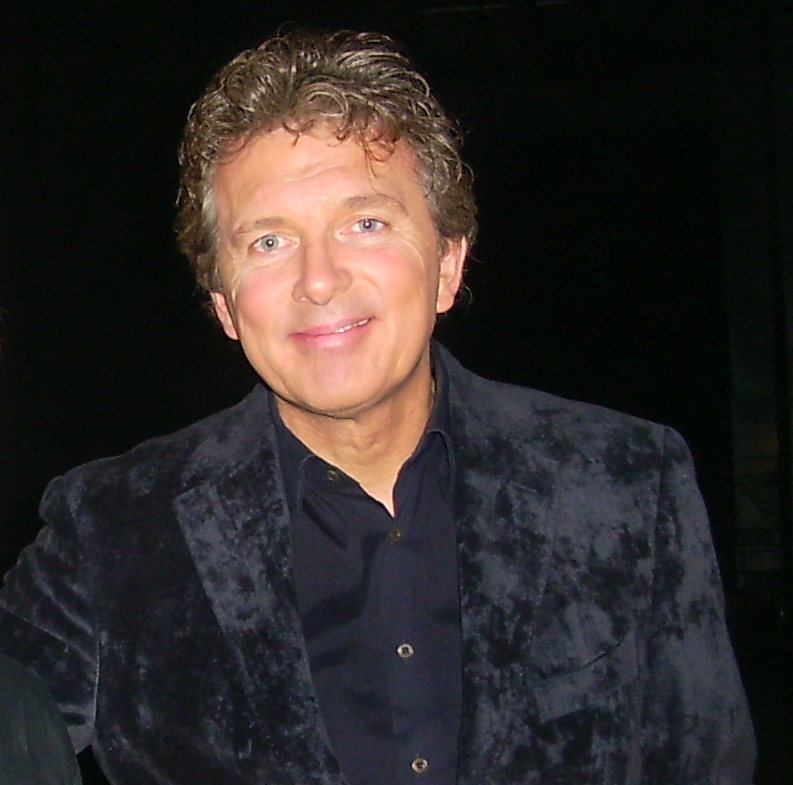
Robert ten Brink,
geboren in 1955

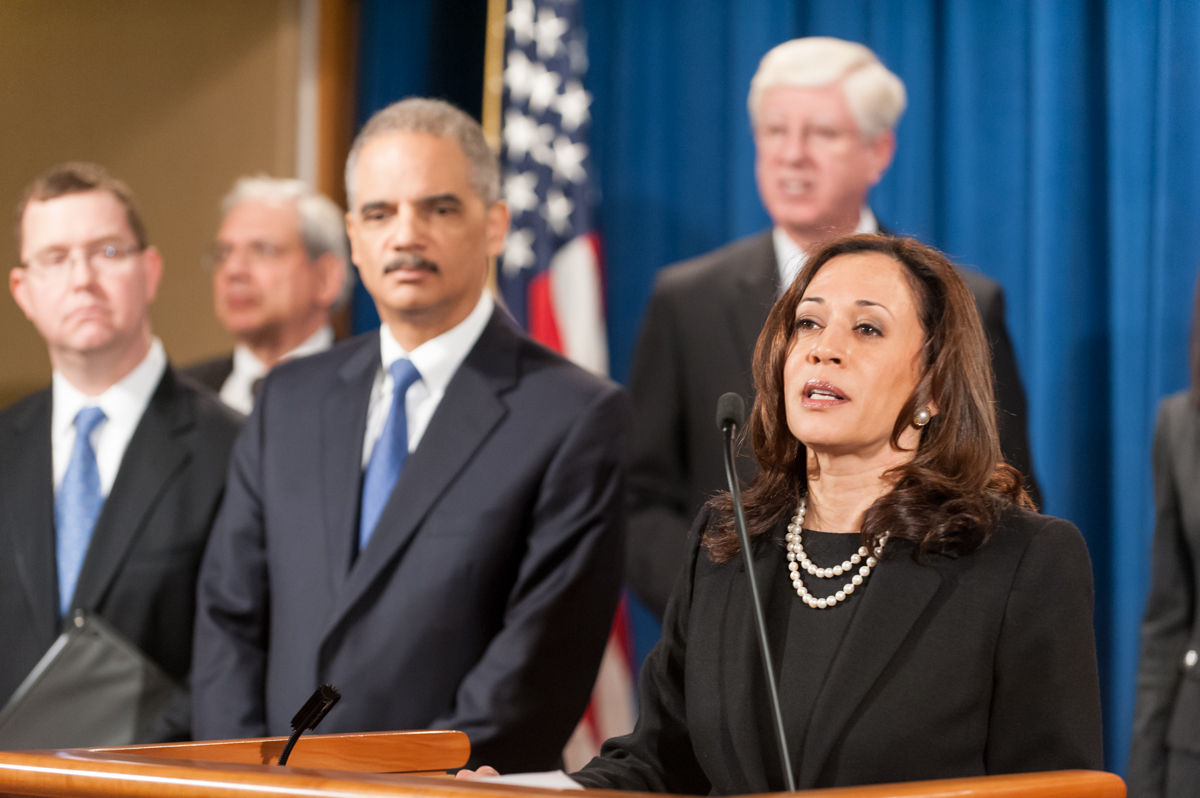
Kamala Harris,
geboren in 1964

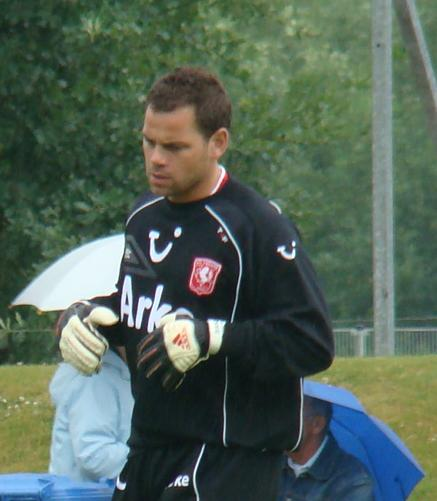
Sander Boschker,
geboren in 1970

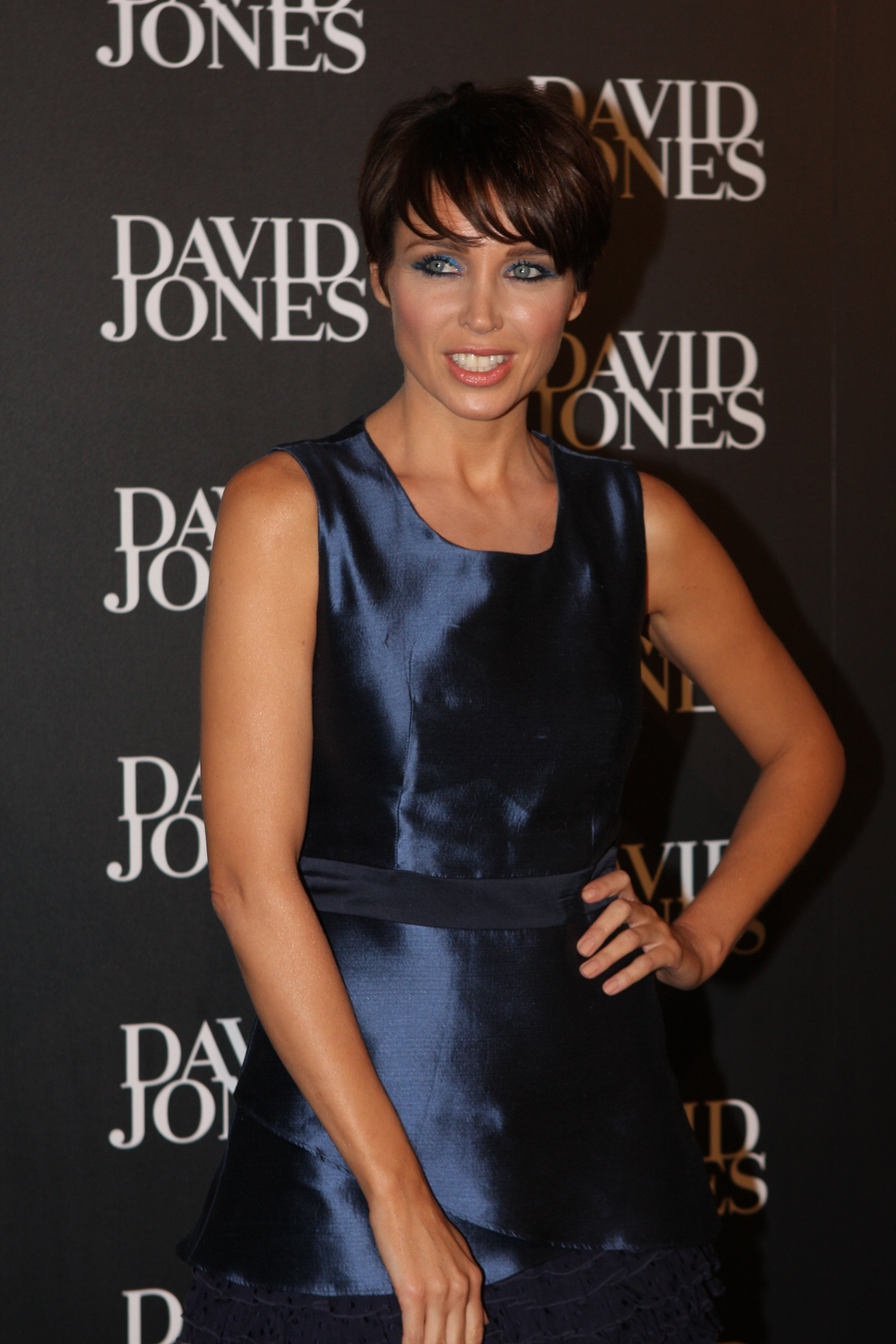
Dannii Minogue,
geboren in 1971

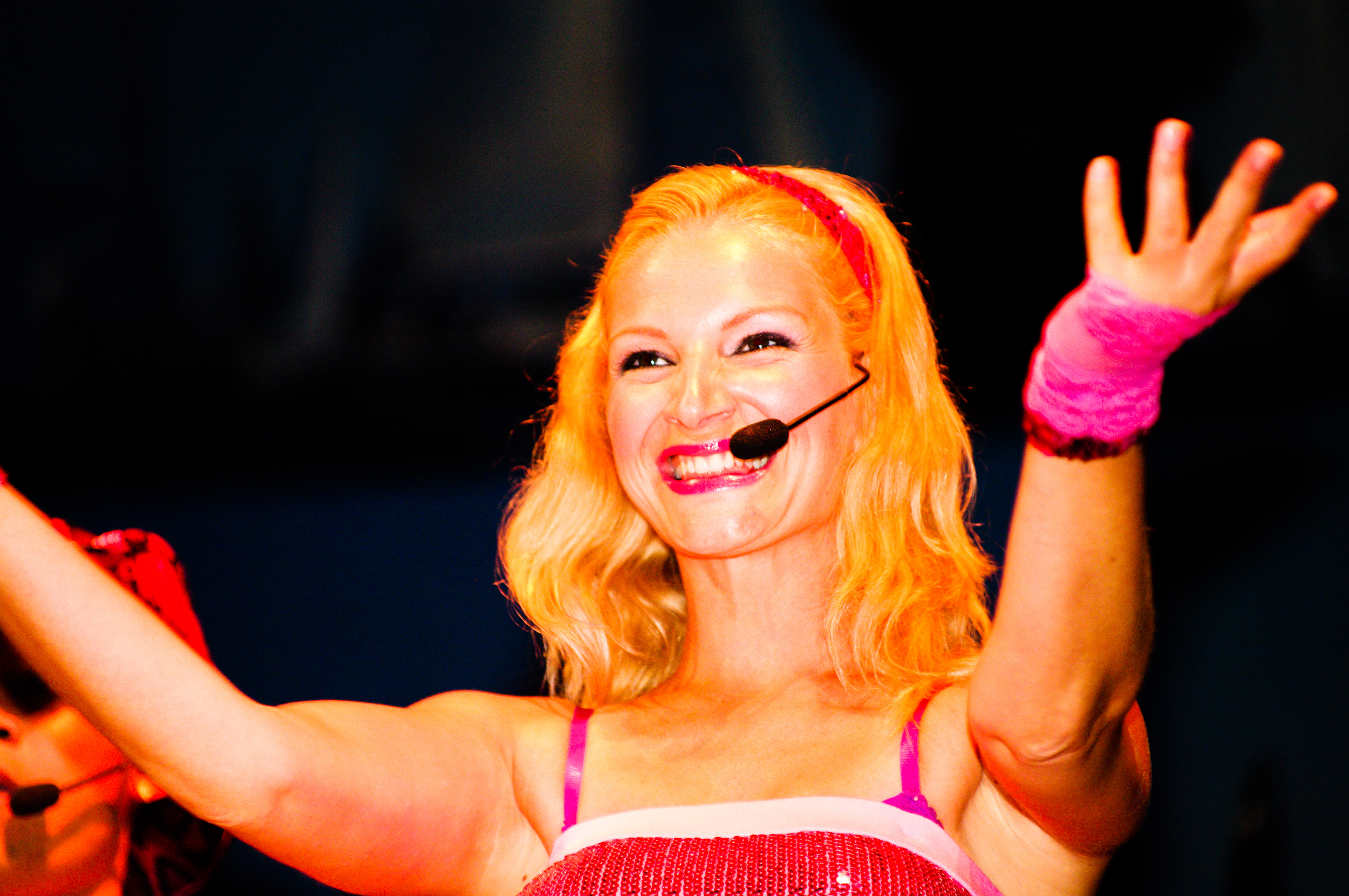
Denise van Rijswijk,
geboren in 1978

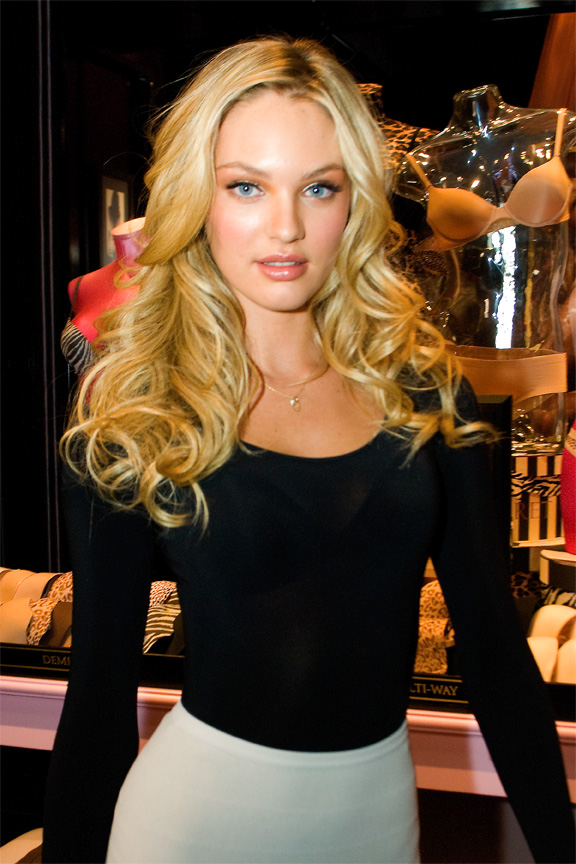
Candice Swanepoel,
geboren in 1988

- 1469 - Goeroe Nanak, eerste goeroe van het sikhisme (overleden 1539)
- 1472 - Johan Lodewijk van Nassau-Saarbrücken, graaf van Saarbrücken en Saarwerden (overleden 1545)
- 1620 - Albert Cuyp, Nederlands schilder (overleden 1691)
- 1632 - Christopher Wren, Brits wetenschapper en architect (overleden 1723)
- 1684 - Maria Barbara Bach, eerste vrouw van componist Johann Sebastian Bach (overleden 1720)
- 1740 - Belle van Zuylen, Nederlands-Frans schrijfster (overleden 1805)
- 1751 - Hendrik van Stralen, Nederlands staatsman (overleden 1822)
- 1780 - Pauline Bonaparte, Hertogin van Parma en Guastalla (overleden 1825)
- 1819 - Báb, Perzisch prediker (overleden 1850)
- 1854 - Arthur Rimbaud, Frans dichter (overleden 1891)
- 1859 - John Dewey, Amerikaans psycholoog (overleden 1952)
- 1866 - Kazimierz Twardowski, Pools filosoof en logicus (overleden 1938)
- 1882 - Béla Lugosi, Hongaars acteur (overleden 1956)
- 1883 - Jacob Hamel, Nederlands zanger en dirigent (overleden 1943)
- 1886 - Ekko Oosterhuis, Nederlands natuurkundige (overleden 1966)
- 1886 - Frederic Bartlett, Engels psycholoog (overleden 1969)
- 1887 - Georges Six, Belgisch bisschop van het apostolisch vicariaat Leopoldstad (overleden 1952)
- 1891 - James Chadwick, Brits fysicus (overleden 1974)
- 1893 - Jomo Kenyatta, president van Kenia (overleden 1972)
- 1893 - Charley Chase, Amerikaans komiek, acteur, regisseur en scenarioschrijver (overleden in 1940)
- 1899 - Marnix Gijsen, Belgisch schrijver (overleden 1984)
- 1903 - Ada Bolten, Nederlands zwemster (overleden 1984)
- 1904 - Tommy Douglas, Canadees predikant en politicus (overleden 1986)
- 1905 - Armand Carlsen, Noors schaatser (overleden 1969)
- 1906 - Arturo Torres, Chileens voetballer en voetbalcoach (overleden 1987)
- 1909 - Carla Laemmle, Amerikaans actrice en ‘flapper-girl’ (overleden 2014)
- 1910 - Irena Górska-Damięcka, Pools actrice en theaterdirectrice (overleden 2008)
- 1914 - R.H. Bing, Amerikaans wiskundige (overleden 1986)
- 1917 - Stéphane Hessel, Frans diplomaat, schrijver en verzetsstrijder (overleden 2013)
- 1917 - Jean-Pierre Melville, Frans filmregisseur (overleden 1973)
- 1918 - Raul Manglapus, Filipijns senator en minister van buitenlandse zaken (overleden 1999)
- 1920 - Kléber Piot, Frans wielrenner (overleden 1990)
- 1921 - Manny Ayulo, Amerikaans autocoureur (overleden 1955)
- 1921 - Hans Warren, Nederlands dichter en schrijver (overleden 2001)
- 1923 - Robert Craft, Amerikaans dirigent, muziekwetenschapper en schrijver (overleden 2015)
- 1923 - Otfried Preußler, Duits kinderboekenschrijver (overleden 2013)
- 1924 - Albino Friaça Cardoso, Braziliaans voetballer (overleden 2009)
- 1925 - Art Buchwald, Amerikaans columnist (overleden 2007)
- 1925 - Tom Dowd, Amerikaans geluidstechnicus en muziekproducent (overleden 2002)
- 1927 - Leonie Kooiker, Nederlands kinderboekenschrijfster (overleden 2020)
- 1927 - Oskar Pastior, Roemeens-Duits journalist, dichter, schrijver en vertaler (overleden 2006)
- 1928 - Wim van den Heuvel, Nederlands acteur (overleden 2025)
- 1928 - Li Peng, Chinees politicus (overleden 2019)
- 1931 - Henk Pröpper, Nederlands politicus (overleden 2022)
- 1932 - William Christopher, Amerikaans acteur (overleden 2016)
- 1932 - Michael McClure, Amerikaans dichter, toneelschrijver en essayist (overleden 2020)
- 1934 - Marcelo Araúz, Boliviaans cultuurpromotor
- 1934 - Walter Luyten, Belgisch historicus en politicus (overleden 2008)
- 1934 - Keizerin Michiko van Japan
- 1934 - Timothy West, Brits acteur (overleden 2024)
- 1935 - Fabio Cudicini, Italiaans voetbaldoelman (overleden 2025)
- 1935 - Vincent King, Brits schrijver (overleden 2000)
- 1935 - Frank Laufer, Nederlands fotograaf en wereldverbeteraar (overleden 2009)
- 1935 - Jaap Nienhuis, Nederlands presentator
- 1935 - Jerry Orbach, Amerikaans acteur (overleden 2004)
- 1935 - Jeremej Parnov, Russisch schrijver (overleden 2009)
- 1937 - Wanda Jackson, Amerikaans countryzangeres
- 1938 - Kathy Kirby, Brits zangeres (overleden 2011)
- 1940 - Nikita Mandryka, Frans stripauteur en journalist (overleden 2021)
- 1940 - Robert Pinsky, Amerikaans dichter, essayist, literair criticus, schrijver
- 1940 - Gerard Schuurman, Nederlands voetballer (overleden 2022)
- 1940 - Li Zhaoxing, Chinees minister van buitenlandse zaken
- 1941 - Leopold Lippens, Belgisch politicus (overleden 2021)
- 1942 - Bart Zoet, Nederlands wielrenner (overleden 1992)
- 1944 - Louise Fricq, Belgisch atlete
- 1944 - Raoul Lambert, Belgisch voetballer
- 1945 - Romeo Benetti, Italiaans voetballer
- 1945 - Claes-Göran Hederström, Zweeds zanger (overleden 2022)
- 1945 - Ric Lee, Brits drummer (o.a. Ten Years After)
- 1946 - Elfriede Jelinek, Oostenrijks schrijfster
- 1946 - Lucien Van Impe, Belgisch wielrenner
- 1948 - Benno Baksteen, Nederlands piloot
- 1948 - Piet Hein Donner, Nederlands politicus
- 1949 - Valeri Borzov, Sovjet-Russisch/Oekraïens atleet
- 1949 - Wayne Collett, Amerikaans atleet (overleden 2010)
- 1949 - George Harris, Brits acteur
- 1950 - Radboud van Beekum, Nederlands meubelontwerper, architectuur-onderzoeker en schrijver (overleden 2020)
- 1950 - Tom Petty, Amerikaans zanger (overleden 2017)
- 1951 - Tony Bettenhausen Jr., Amerikaans autocoureur en teameigenaar (overleden 2000)
- 1951 - Claudio Ranieri, Italiaans voetbaltrainer
- 1952 - Dalia Itzik, Israëlisch lerares en politica
- 1952 - Guy Lee Thys, Belgisch filmproducent, scenarist en regisseur
- 1953 - Henny van der Aar, Nederlands voetballer
- 1953 - Friedrich-Wilhelm Ulrich, Oost-Duits roeier
- 1955 - Robert ten Brink, Nederlands televisiepresentator
- 1956 - Danny Boyle, Engels filmregisseur en -producent
- 1956 - Zygmunt Ziober, Pools voetbalscheidsrechter
- 1956 - Ljoebov Zjiltsova-Lisenko, Oekraïens schaakster
- 1957 - Piet Wijnberg, Nederlands profvoetballer (overleden 2021)
- 1958 - Scott Hall, Amerikaans professioneel worstelaar (overleden 2022)
- 1958 - Mark King, Brits zanger en bassist
- 1958 - Viggo Mortensen, Amerikaans acteur
- 1958 - Ivo Pogorelich, Kroatisch pianist
- 1959 - Andreas Ehrig, Duits langebaanschaatser
- 1960 - Marja Struick, Nederlands schaatsster
- 1961 - Billy Konchellah, Keniaans atleet
- 1961 - Ian Rush, Brits voetballer
- 1962 - Jan Goessens, Belgisch wielrenner
- 1962 - Peter Van Asbroeck, Belgisch acteur
- 1963 - Stan Valckx, Nederlands voetballer
- 1964 - Kamala Harris, Amerikaans Democratisch politica
- 1965 - Amos Mansdorf, Israëlisch proftennisser
- 1965 - Eric de Rooij, Nederlands schrijver
- 1966 - Sieb Dijkstra, Nederlands voetbaldoelman
- 1966 - Jan Chris de Koeyer, Nederlands zanger en bassist
- 1966 - Scott Moninger, Amerikaans wielrenner
- 1966 - Stefan Raab, Duits komiek, zanger, componist en televisiepresentator
- 1967 - Peter Boon, Nederlands honkballer
- 1967 - Luigi Lo Cascio, Italiaans acteur
- 1967 - Akira Ryo, Japans motorcoureur
- 1969 - Guillermo Pérez Roldán, Argentijns tennisser
- 1969 - Kim Suominen, Fins voetballer (overleden 2021)
- 1970 - Sander Boschker, Nederlands voetballer
- 1971 - Øystein Hole, Noors schaker
- 1971 - Kamiel Maase, Nederlands atleet
- 1971 - Dannii Minogue, Australisch zangeres
- 1971 - Snoop Dogg, Amerikaans rapper en acteur
- 1971 - Kenneth Choi, Amerikaans acteur
- 1972 - Dmitri Alenitsjev, Russisch politicus en voetballer
- 1972 - Pie Geelen, Nederlands zwemmer
- 1972 - Brian Schatz, Amerikaans politicus
- 1973 - Bart De Loof, Belgisch atleet
- 1974 - Daniel Stålhammar, Zweeds voetbalscheidsrechter
- 1974 - Mustafa Stitou, Marokkaans-Nederlands dichter
- 1975 - Wijnand van Klaveren, Nederlands muzikant
- 1975 - Nadine Kleinert, Duits atlete
- 1977 - Ricardo González, Mexicaans autocoureur
- 1977 - Hanke Bruins Slot, Nederlands politica
- 1977 - Grietje Vanderheijden, Belgisch actrice
- 1978 - Tom Piceu, Belgisch schaker
- 1978 - Denise van Rijswijk, Hongaars-Nederlands zangeres
- 1978 - Anthony Taylor, Engels voetbalscheidsrechter
- 1979 - Baba Adamu, Ghanees voetballer
- 1979 - John Krasinski, Amerikaans acteur
- 1980 - Jeroen Lambers, Nederlands voetballer
- 1981 - Francisco "Maza" Rodríguez, Mexicaans voetballer
- 1982 - José Acasuso, Argentijns tennisser
- 1982 - Kristian Bak Nielsen, Deens voetballer
- 1982 - Becky Brewerton, golfster uit Wales
- 1982 - Grégory Habeaux, Belgisch wielrenner
- 1983 - Joelija Bejhelzymer, Oekraïens tennisspeelster
- 1983 - Zoe Kazan, Amerikaans actrice
- 1983 - Luis Saritama, Ecuadoraans voetballer
- 1984 - John Kyui, Keniaans atleet
- 1985 - Michal Matějovský, Tsjechisch autocoureur
- 1986 - Meba Tadesse, Ethiopisch atleet
- 1986 - Marija Trmčić, Servisch alpineskiester
- 1987 - Sanne Nijhof, Nederlands model
- 1988 - Sylvain Barrier, Frans motorcoureur
- 1988 - Francena McCorory, Amerikaans atlete
- 1988 - Aimée de Jongh, Nederlands animator, stripauteur en illustratrice
- 1988 - Candice Swanepoel, Zuid-Afrikaans model
- 1988 - Ma Long, Chinees tafeltennisser
- 1989 - Christie Burke, Canadees actrice
- 1989 - Don Ceder, Nederlands advocaat en politicus
- 1989 - Mare Dibaba, Ethiopisch atlete
- 1989 - Dennis Diekmeier, Duits voetballer
- 1989 - Jess Glynne, Brits singer-songwriter
- 1989 - Yanina Wickmayer, Belgisch tennisster
- 1990 - Guye Adola, Ethiopisch atleet
- 1990 - Siso Cunill, Spaans-Brits autocoureur
- 1990 - Qi Guangpu, Chinees freestyleskiër
- 1990 - Viktor Kopijevskyj, Oekraïens voetbalscheidsrechter
- 1992 - Mattia De Sciglio, Italiaans voetballer
- 1993 - Mule Wasihun, Ethiopisch atleet
- 1994 - Kyle Allen, Amerikaans acteur
- 1994 - José Contreras, Venezolaans voetballer
- 1994 - Diego Menchaca, Mexicaans autocoureur
- 1994 - Festus Talam, Keniaans atleet
- 1995 - Melker Hallberg, Zweeds voetballer
- 1995 - Zhenwei Wang, Chinees acteur en professioneel beoefenaar van Wushu
- 1996 - Esther Kiel, Nederlands langebaanschaatsster
- 1996 - Anthony Ginting, Indonesisch badmintonner
- 1997 - John Bell, Schots acteur
- 1997 - Ademola Lookman, Brits voetballer
- 2000 - Tomasz Pilch, Pools schansspringer
- 2002 - Killian Verschuren, Frans wielrenner
- 2003 - Ludovico Crescioli, Italiaans wielrenner
- 2003 - Sophia Gennusa, Amerikaans actrice
- 2005 - Nicholas Monteiro, Braziliaans-Amerikaans autocoureur
- 2005 - Filippo Turconi, Italiaans wielrenner

## Overleden

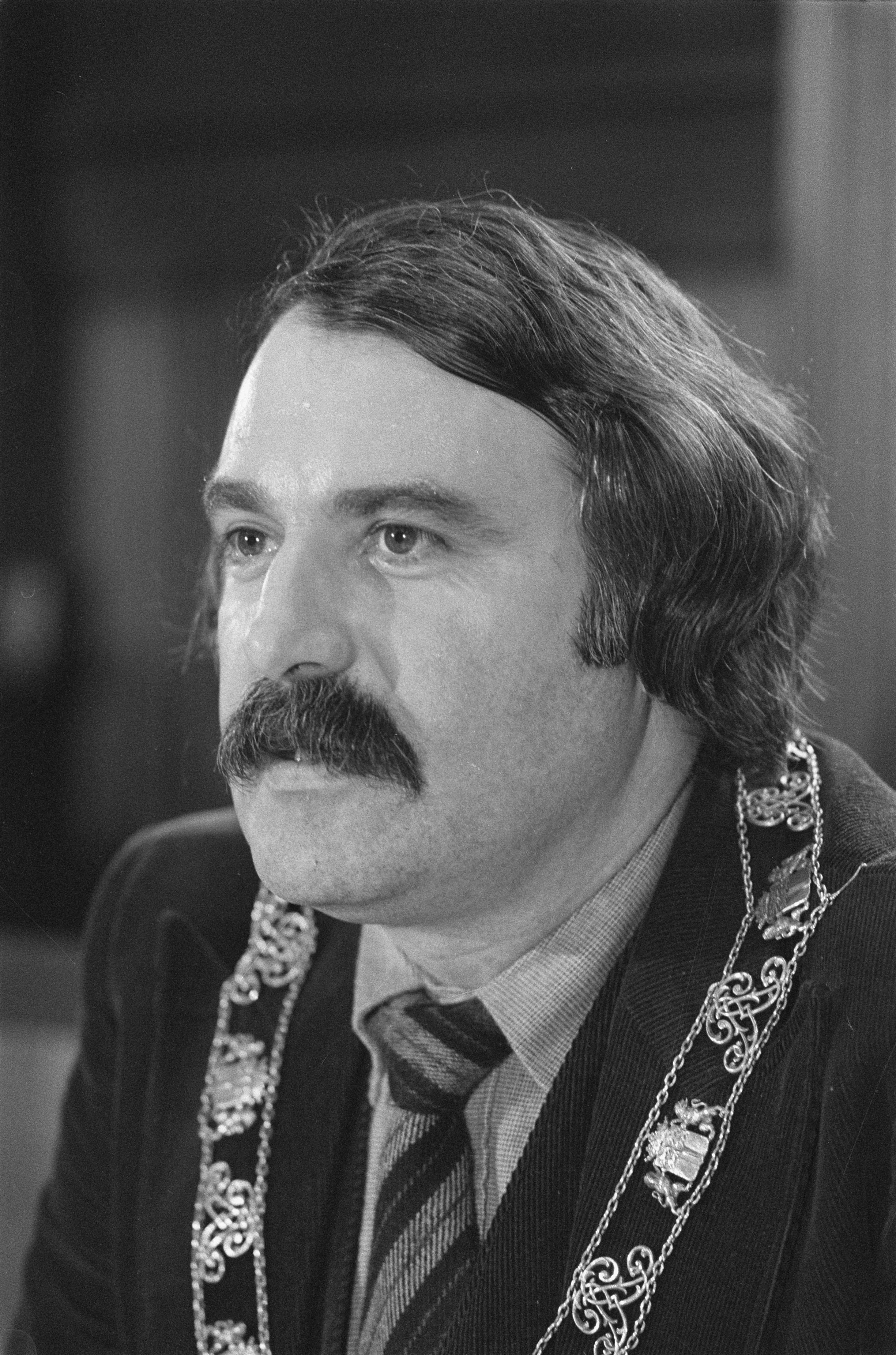
André van der Louw,
overleden in 2005

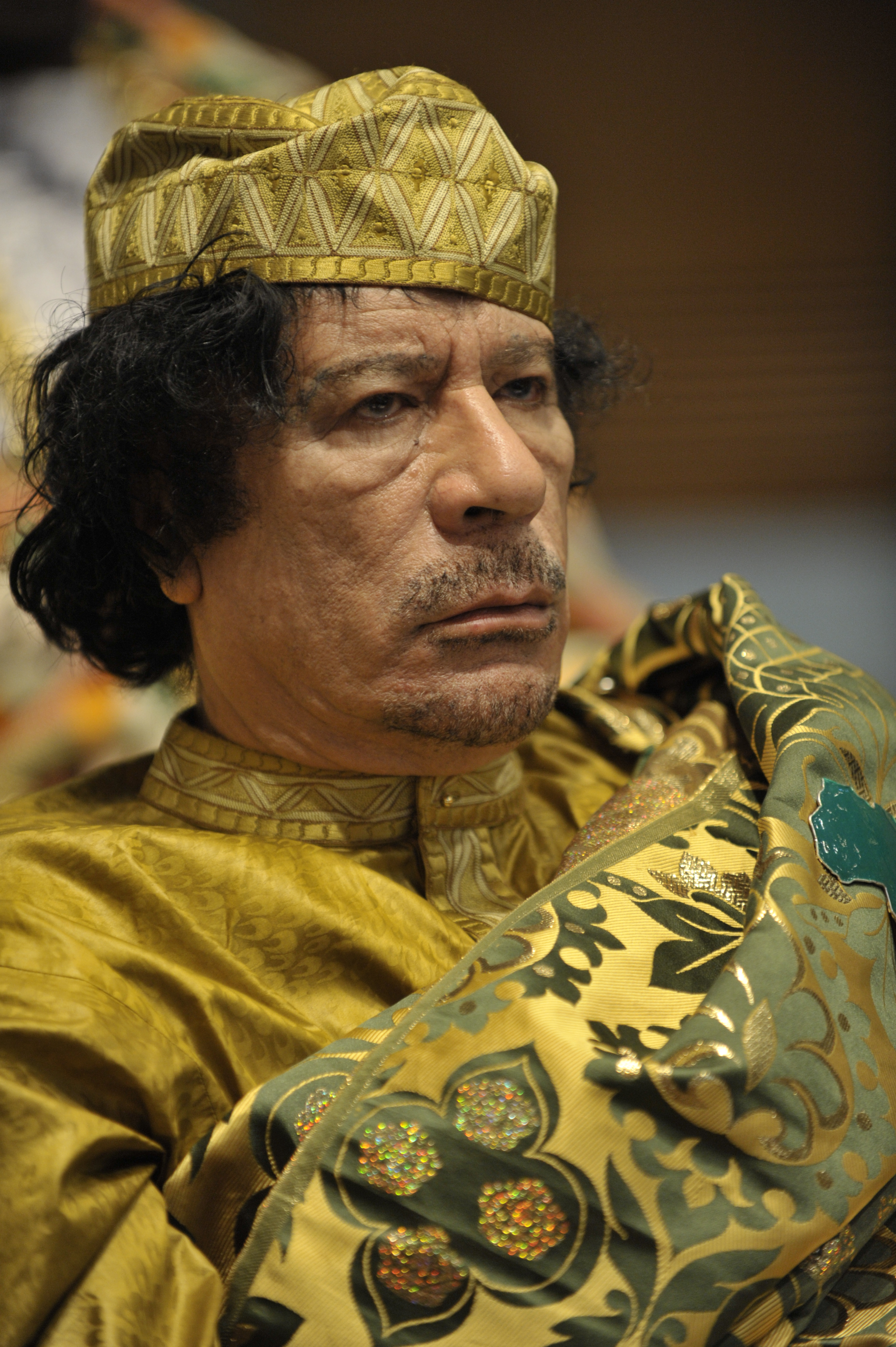
Moammar al-Qadhafi,
overleden in 2011

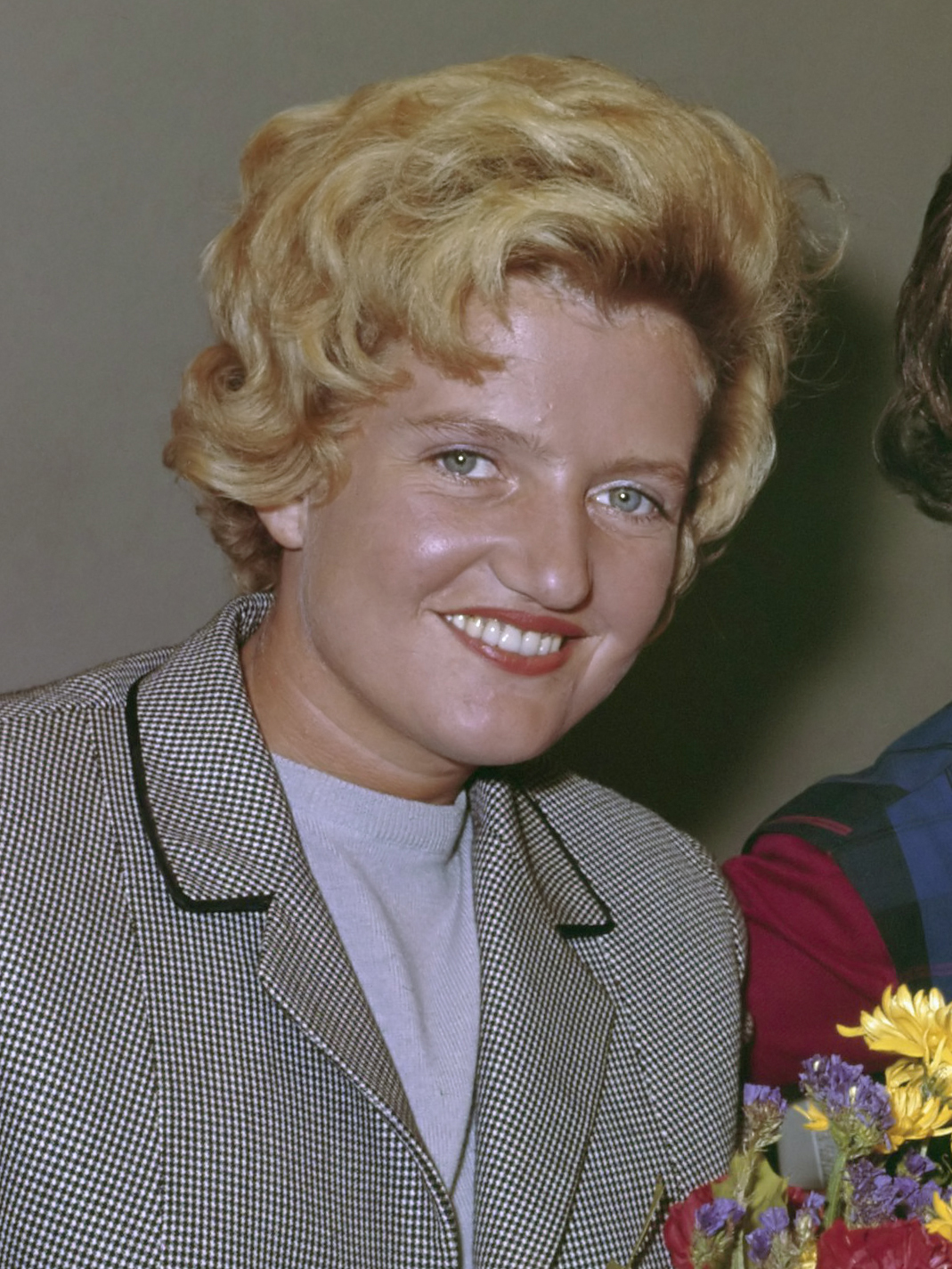
Mieke Telkamp,
overleden in 2016

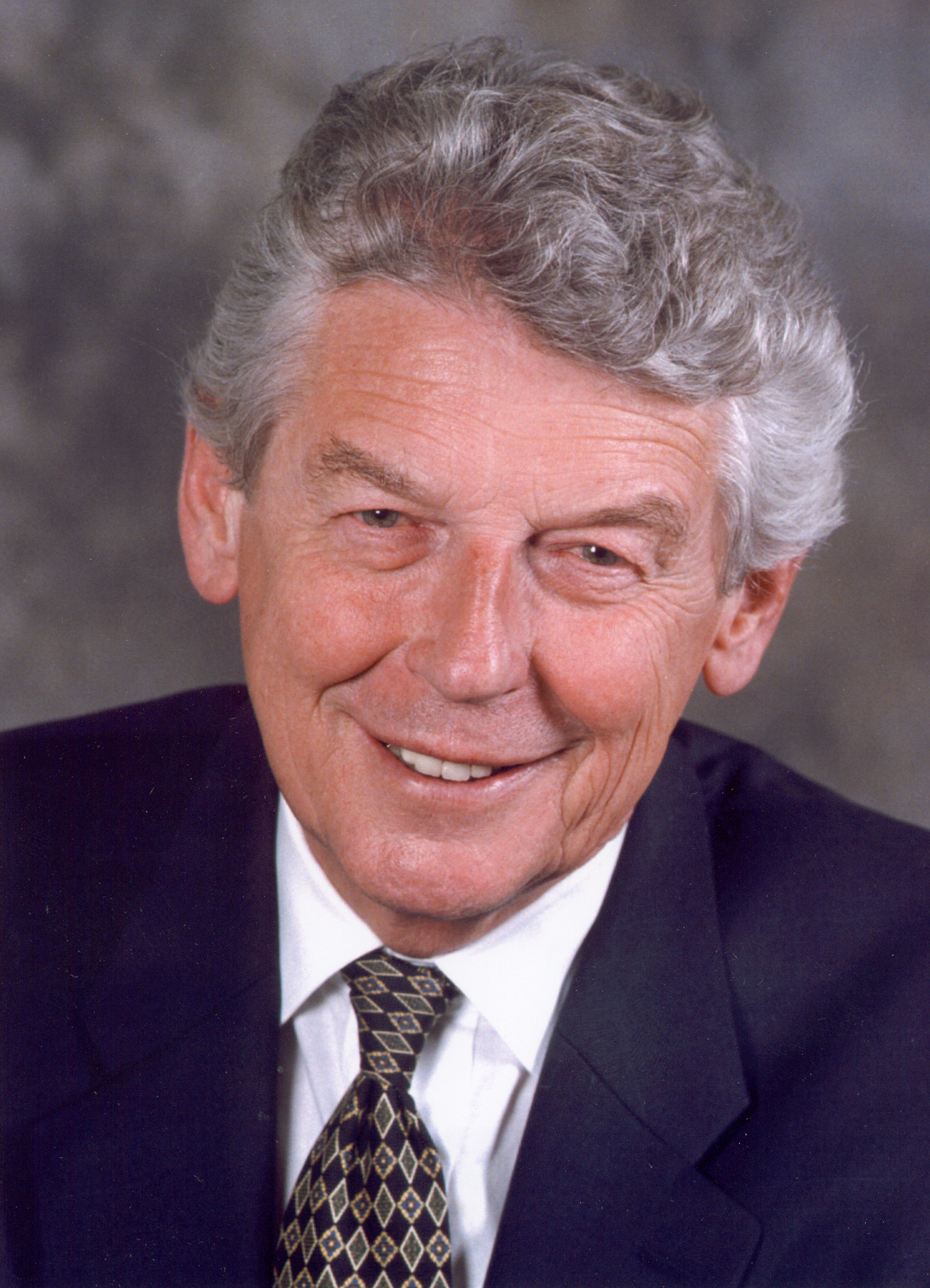
Wim Kok,
overleden in 2018

- 460 - Aelia Eudocia, Romeins keizerin
- 1139 -Hendrik de Trotse, hertog van Beieren en Saksen, en markgraaf van Toscane (31)
- 1740 - Keizer Karel VI van het Heilige Roomse Rijk (55)
- 1894 - Alexander III van Rusland (49)
- 1934 - Arthur Stockhoff (54), Amerikaans roeier
- 1935 - Arthur Henderson (72), Brits politicus
- 1936 - Anne Sullivan (70), docente van Helen Keller
- 1939 - Otto Siffling (27), Duits voetballer
- 1948 - Bert Sas (56), Nederlands militair attaché
- 1950 - Henry Stimson (83), Amerikaans politicus
- 1955 - Gerben Sonderman (46), Nederlands vlieger
- 1964 - Herbert Hoover (90), 31ste president van de Verenigde Staten
- 1966 - David van Staveren (84), Nederlands onderwijzer en bestuurder
- 1967 - Shigeru Yoshida (69), Japans politicus
- 1968 - Roy Sherman (59), Amerikaans autocoureur
- 1972 - Harlow Shapley (86), Amerikaans astronoom
- 1977 - Ronnie Van Zant (29), Amerikaans zanger (Lynyrd Skynyrd)
- 1977 - Steve Gaines, (28) Amerikaans gitarist (Lynyrd Skynyrd)
- 1977 - Cassie Gaines, Amerikaans zangeres (Lynyrd Skynyrd)
- 1978 - Gunnar Nilsson (29), Zweeds autocoureur
- 1980 - Stefán Jóhann Stefánsson (86), IJslands politicus
- 1984 - Paul Dirac (82), Brits theoretisch natuurkundige
- 1987 - Andrej Kolmogorov (84), Russisch wiskundige
- 1989 - Jan Stender (83), Nederlands zwemcoach
- 1990 - Joel McCrea (84), Amerikaans acteur
- 1992 - Harry Prenen (77), Nederlands dichter, illustrator, journalist en leraar
- 1994 - Burt Lancaster (80), Amerikaans filmacteur
- 1995 - John Tonkin (93), 20e premier van West-Australië
- 1997 - Willem van Rijn (81), Nederlands militair
- 1997 - Henry Vestine (52), Amerikaans gitarist
- 1999 - Jan Gijsbert Boon von Ochssée (78), Nederlands vlieger in de Tweede Wereldoorlog
- 1999 - Eugeen Laridon (69), Belgisch hulpbisschop van Brugge en titulair bisschop van Tiges
- 2000 - Jenny Kastein (87), Nederlands zwemster
- 2002 - Bernard Fresson (71), Frans acteur
- 2004 - Anthony Hecht (81), Amerikaans dichter
- 2005 - Rudi Felgenheier (74), Duits motorcoureur
- 2005 - Jean-Michel Folon (71), Belgisch kunstenaar
- 2005 - Shirley Horn (71), Amerikaans jazz-zangeres
- 2005 - André van der Louw (72), Nederlands politicus
- 2005 - Edgard Stockman (85), Belgisch burgemeester
- 2006 - Gerard van Rooy (68), Nederlands graficus
- 2006 - Jane Wyatt (96), Amerikaans actrice
- 2007 - Harm van der Meulen (81), Nederlands (vakbonds)bestuurder en politicus
- 2008 - Zuster Emmanuelle (99), Belgisch-Frans non en weldoenster
- 2009 - Clifford Hansen (97), Amerikaans politicus
- 2009 - Jef Nys (82), Belgisch tekenaar
- 2009 - Joeri Rjazanov (22), Russisch turner
- 2010 - Max Kohnstamm (96), Nederlands historicus en diplomaat
- 2010 - Farooq Leghari (70), Pakistaans president
- 2011 - Al-Mu'tasim-Billah al-Qadhafi (34), Libisch legerofficier en zoon van Moammar al-Qadhafi
- 2011 - Moammar al-Qadhafi (69), Libisch leider
- 2011 - Morris Tabaksblat (74), Nederlands bestuurder en topfunctionaris
- 2012 - Edward Donnall Thomas (92), Amerikaans arts en professor emeritaat en winnaar van Nobelprijs voor de Fysiologie of Geneeskunde
- 2012 - Paul Kurtz (86), Amerikaans filosoof
- 2013 - Thomas Blondeau (35), Belgisch schrijver, columnist en dichter
- 2013 - Jovanka Broz (89), weduwe van de Joegoslavische president Josip Broz Tito
- 2013 - Guus Dijkhuizen (76), Nederlands schrijver, publicist en galeriehouder
- 2013 - Lawrence Klein (93), Amerikaans econoom
- 2013 - Herman Makkink (75), Nederlands beeldhouwer, graficus en tekenaar
- 2013 - Imre Nagy (80), Hongaars atleet
- 2013 - Joginder Singh (81), Keniaans rallyrijder
- 2014 - René Burri (81), Zwitsers fotograaf
- 2014 - Christophe de Margerie (63), Frans bestuursvoorzitter
- 2014 - Óscar de la Renta (82), Dominicaans modeontwerper
- 2014 - Miloslava Rezková (64), Tsjecho-Slowaakse atlete
- 2014 - Oswald Versyp (75), Belgisch acteur
- 2015 - Nel Karelse (89), Nederlands atlete
- 2016 - Hans van Dun (82), Nederlands burgemeester
- 2016 - Roger Lallemand (84), Belgisch politicus
- 2016 - Junko Tabei (77), Japans bergbeklimster
- 2016 - Mieke Telkamp (82), Nederlands zangeres
- 2018 - Wim Kok (80), Voormalig Nederlands minister-president namens de PvdA.
- 2018 - Ina Müller-van Ast (91), Nederlands politica
- 2018 - Hugo de Ridder (86), Belgisch journalist
- 2019 - Aquilino Pimentel jr. (85), Filipijns politicus
- 2020 - Bruno Martini (58), Frans voetballer
- 2020 - James Randi (92), Canadees-Amerikaans goochelaar en scepticus
- 2021 - Mihály Csíkszentmihályi (87), Amerikaans-Hongaars psycholoog
- 2022 - Anne van Gent (96), Nederlands politicus
- 2022 - Joseph Kinsch (89), Luxemburgs ondernemer
- 2022 - Lucy Simon (82), Amerikaans zangeres, songwriter en componiste
- 2023 - Hiba Abu Nada (32), Palestijns schrijfster en dichteres
- 2023 - Wies Andersen (Alois De Bois) (87), Belgisch acteur, regisseur en presentator
- 2023 - Haydn Gwynne (66), Brits actrice
- 2024 - Eugenio Dal Corso (85), Italiaans kardinaal
- 2024 - Barbara Dane (97), Amerikaans zangeres
- 2024 - Peter Gorissen (69), Belgisch acteur
- 2024 - Fethullah Gülen (83), Turks islamitisch geestelijke en geleerde

## Viering/herdenking
- Rooms-katholieke kalender:
  - Heilige Adelina (van Savigny) († 1125)
  - Heilige Cornelius (honderdman) († 1e eeuw)
  - Heilige Artemius van Egypte († 363)
  - Heilige Bertilla Boscardin († 1922)
  - Heiligen Orora en Bradan van Engeland († 10e eeuw?)
  - Heilige Aderald (van Troyes) († 1004)
  - Heilige Vital(is) (van Salzburg) († 730/45)
  - Heilige Irene van Santarem († ca. 653)
  - Heilige Acca van Hexham († ca. 742)
  - Heilige Caprasius van Agen († ca. 303)

## Weerextremen

### Nederland
| | Officiële records | Officiële records | Officiële records |      | Landelijke records | Landelijke records | Landelijke records            |
| Gebeurtenis | Jaar              | Extreem           | Locatie           | Jaar | Extreem            | Locatie            |                               |
| --- | ----------------- | ----------------- | ----------------- | ---- | ------------------ | ------------------ | ----------------------------- |
| Laagste etmaalgemiddelde temperatuur (°C) | 1908              | 1,9               | De Bilt           |      | 1908               | −0,1               | Eelde                         |
| Hoogste etmaalgemiddelde temperatuur (°C) | 2021              | 15,6              | De Bilt           |      | 1923               | 17,1               | Maastricht                    |
| Laagste minimumtemperatuur (°C) | 1908              | −3,4              | De Bilt           |      | 1908               | −5,4               | Eelde                         |
| Hoogste minimumtemperatuur (°C) | 2014              | 13,9              | De Bilt           |      | 2001               | 15,3               | Vlissingen                    |
| Laagste maximumtemperatuur (°C) | 1922              | 6,2               | De Bilt           |      | 1922               | 4,9                | Eelde                         |
| Hoogste maximumtemperatuur (°C) | 2001              | 21,1              | De Bilt           |      | 1969               | 22,5               | Maastricht                    |
| Hoogste uurgemiddelde windsnelheid (m/s) | 1936, 1986        | 12,9              | De Bilt           |      | 1986               | 24,7               | Cadzand                       |
| Hoogste windstoot (m/s) | 1986              | 25,7              | De Bilt           |      | 1986               | 37,6               | Valkenburg ZH                 |
| Langste zonneschijnduur (uur) | 1916              | 9,2               | De Bilt           |      | 2007               | 9,5                | Westdorpe, Wilhelminadorp     |
| Langste neerslagduur (uur) | 1981              | 14,4              | De Bilt           |      | 1981               | 16,3               | Leeuwarden                    |
| Hoogste etmaalsom van de neerslag (mm) | 2023              | 19,4              | De Bilt           |      | 2023               | 45,7               | Eindhoven                     |
| Laagste etmaalgemiddelde relatieve vochtigheid (%) | 1908              | 60                | De Bilt           |      | 1947               | 55                 | Maastricht                    |
| Laagste uurwaarde luchtdruk op zeeniveau (hPa) | 2023              | 977,4             | De Bilt           |      | 1986               | 973,7              | Eelde                         |
| Hoogste uurwaarde luchtdruk op zeeniveau (hPa) | 2007              | 1038,3            | De Bilt           |      | 2007               | 1038,5             | Hoogeveen, Lelystad, Schiphol |
| Officiële records worden altijd gemeten op het KNMI-weerstation in De Bilt. Landelijke records kunnen worden gemeten op elk officieel KNMI-weerstation in Nederland. |                   |                   |                   |      |                    |                    |                               |

Uitzonderlijke gebeurtenissen
- 1901 - Laatste officiële zachte dag van het jaar (maximumtemperatuur ≥ 15 °C in De Bilt)
- 1901 - Laatste landelijke zachte dag van het jaar gemeten in De Bilt (maximumtemperatuur ≥ 15 °C op een officieel weerstation)
- 1909 - Laatste officiële zachte dag van het jaar (maximumtemperatuur ≥ 15 °C in De Bilt)
- 1941 - Laatste officiële zachte dag van het jaar (maximumtemperatuur ≥ 15 °C in De Bilt)
- 1950 - Laatste officiële zachte dag van het jaar (maximumtemperatuur ≥ 15 °C in De Bilt)
- 1969 - Laatste officiële warme dag van het jaar (maximumtemperatuur ≥ 20 °C in De Bilt)
- 1979 - Laatste officiële zachte dag van het jaar (maximumtemperatuur ≥ 15 °C in De Bilt)
- 2001 - Laatste officiële warme dag van het jaar (maximumtemperatuur ≥ 20 °C in De Bilt)
- 2023 - Landelijk hoogste uurgemiddelde windsnelheid in m/s van oktober dit jaar gemeten in Hoorn Terschelling en Huibertgat: 19,0. Samen met 13 oktober
- 2023 - Landelijk hoogste etmaalsom van de neerslag in mm van oktober dit jaar gemeten in Eindhoven: 45,7
- 2023 - Officieel laagste uurwaarde luchtdruk op zeeniveau in hPa van oktober dit jaar gemeten in De Bilt: 977,4
- 2023 - Landelijk laagste uurwaarde luchtdruk op zeeniveau in hPa van oktober dit jaar gemeten in Vlissingen: 976,1

### België
Dagrecords
- 1916 - Laagste etmaalgemiddelde temperatuur 2,9 °C
- 2001 - Hoogste etmaalgemiddelde temperatuur 17,6 °C
- 1900 - Laagste minimumtemperatuur −1,4 °C
- 1921 - Hoogste maximumtemperatuur 21,2 °C
- 1902 - Hoogste etmaalsom van de neerslag 29,8 mm

Uitzonderlijke gebeurtenissen
- 1936 - Dijkbreuken aan de Durme door veel neerslag en storm. In de streek van Waasmunster ontstaan overstromingen.
- 1951 - Slechts 0,6 mm tijdens de eerste twee decaden van oktober.
- 1972 - In Rochefort daalt de minimumtemperatuur naar –7,2 °C.
- 1986 - Storm met schade in het centrum van het land. Windsnelheid tot 115 km/h in Deurne (Antwerpen).
- 2013 - Een tornado passeert Gits (Hooglede).

<< · 1 · 2 · 3 · 4 · 5 · 6 · 7 · 8 · 9 · 10 · 11 · 12 · 13 · 14 · 15 · 16 · 17 · 18 · 19 · 20 · 21 · 22 · 23 · 24 · 25 · 26 · 27 · 28 · 29 · 30 · 31 · >>